# Les Paroches
Les Paroches és un municipi francès situat al departament del Mosa i a la regió del Gran Est. L'any 2007 tenia 366 habitants.

## Demografia

### Població
El 2007 la població de fet de Les Paroches era de 366 persones. Hi havia 147 famílies, de les quals 33 eren unipersonals (15 homes vivint sols i 18 dones vivint soles), 55 parelles sense fills, 55 parelles amb fills i 4 famílies monoparentals amb fills.
La població ha evolucionat segons el següent gràfic:
Habitants censats

### Habitatges
El 2007 hi havia 159 habitatges, 149 eren l'habitatge principal de la família, 1 era una segona residència i 8 estaven desocupats. 149 eren cases i 8 eren apartaments. Dels 149 habitatges principals, 127 estaven ocupats pels seus propietaris, 21 estaven llogats i ocupats pels llogaters i 1 estava cedit a títol gratuït; 5 tenien dues cambres, 14 en tenien tres, 29 en tenien quatre i 102 en tenien cinc o més. 119 habitatges disposaven pel capbaix d'una plaça de pàrquing. A 61 habitatges hi havia un automòbil i a 77 n'hi havia dos o més.

### Piràmide de població
La piràmide de població per edats i sexe el 2009 era:
| Homes | Edats   | Dones |
| ----- | ------- | ----- |
| 0     | 95 o +  | 0     |
| 0     | 90 a 94 | 4     |
| 0     | 85 a 89 | 0     |
| 0     | 80 a 84 | 0     |
| 4     | 75 a 79 | 0     |
| 4     | 70 a 74 | 12    |
| 12    | 65 a 69 | 0     |
| 8     | 60 a 64 | 12    |
| 8     | 55 a 59 | 4     |
| 16    | 50 a 54 | 16    |
| 16    | 45 a 49 | 16    |
| 20    | 40 a 44 | 24    |
| 8     | 35 a 39 | 0     |
| 12    | 30 a 34 | 28    |
| 0     | 25 a 29 | 0     |
| 16    | 20 a 24 | 24    |
| 16    | 15 a 19 | 8     |
| 12    | 10 a 14 | 16    |
| 12    | 5 a 9   | 24    |
| 8     | 0 a 4   | 4     |

## Economia
El 2007 la població en edat de treballar era de 241 persones, 167 eren actives i 74 eren inactives. De les 167 persones actives 152 estaven ocupades (80 homes i 72 dones) i 15 estaven aturades (9 homes i 6 dones). De les 74 persones inactives 29 estaven jubilades, 21 estaven estudiant i 24 estaven classificades com a «altres inactius».

### Ingressos
El 2009 a Les Paroches hi havia 165 unitats fiscals que integraven 414 persones, la mediana anual d'ingressos fiscals per persona era de 18.617 €.

### Activitats econòmiques
Dels 7 establiments que hi havia el 2007, 2 eren d'empreses de construcció, 1 d'una empresa de comerç i reparació d'automòbils, 2 d'empreses immobiliàries, 1 d'una empresa de serveis i 1 d'una entitat de l'administració pública.
Dels 3 establiments de servei als particulars que hi havia el 2009, 1 era un taller de reparació d'automòbils i de material agrícola, 1 paleta i 1 empresa de construcció.
L'any 2000 a Les Paroches hi havia 8 explotacions agrícoles que ocupaven un total de 1.112 hectàrees.

## Poblacions més properes
El següent diagrama mostra les poblacions més properes.